# Harlem Line
De Harlem Line is een spoorlijn in de staat New York. Het is een van de oudste spoorlijnen van de Verenigde Staten en verbond oorspronkelijk Manhattan met Harlem. De lijn is eigendom van de Metropolitan Transportation Authority en loopt van de stad New York tot Wassaic. De lijn werd oorspronkelijk New-York and Harlem Rail Road genoemd.
Het gedeelte van Grand Central Terminal in New York tot Southeast is in het begin van de 20e eeuw geëlektrificeerd met een derde rail met een spanning van 750 volt. Het gedeelte van Southeast tot Wassaic is enkelspoor en wordt buiten de spits bedient met losse dieseltreinen.

## Geschiedenis
In 1831 werd de New-York and Harlem Rail Road opgericht om een spoorlijn door de straten aan te leggen van 14th Street op de grens tussen Lower en Midtown Manhattan naar 129th Street in Harlem. De bedoeling van de spoorlijn was het ontwikkelen van het dorpje Harlem. In 1832 werd de lijn geopend tussen 14th Street en Astor House tegenover het Stadhuis van New York. De treinen werden door paarden getrokken en liepen door de straten. In 1835 werden de paarden werden vervangen door stoomlocomotieven. In 1837 werd Harlem bereikt.
De New-York and Harlem Rail Road kreeg toestemming om de lijn door te trekken naar Westchester County en verder noordwaarts. In 1852 werd Chatham bereikt waar kon worden overgestapt naar Boston en Albany. In 1854 werd de spoorlijn gekocht door Cornelius Vanderbilt, maar in hetzelfde besloot de gemeenteraad van New York om stoomlocomotieven te verbieden in Manhattan. De treinen reden tot Harlem–125th Street waar moest worden overgestapt op een door paarden getrokken trein naar Manhattan.
In 1867 werd de lijn gefuseerd tot de New York Central & Hudson River Railroad. Vanderbilt wilde een groot eindstation in New York en begon in 1869 met de bouw van de Grand Central Depot. De huidige Grand Central Terminal is in 1913 gebouwd. In 1875 werd een tunnel gebouwd onder Park Avenue voor de spoorlijn. In 1897 werd een viaduct gebouwd door Harlem, en waren de vele gelijkvloerse kruisingen in Manhattan verdwenen. In hetzelfde jaar werd begonnen met de elektrificatie van de lijn.
In 1914 werd de spoorlijn een onderdeel van New York Central Railroad. In 1934 werd het tot tramlijn gereduceerde gedeelte in Manhattan opgeheven en vervangen door bussen. In 1968 werd New York Central Railroad gefuseerd tot Penn Central, maar het bedrijf ging in 1970 failliet en werd genationaliseerd als Conrail. In 1972 werd de spoorlijn ingekort tot Dover Plains.
In 1983 kreeg de Metropolitan Transportation Authority (MTA), de vervoersmaatschappij van de stad New York, een contract om het passagiersvervoer te verzorgen op de Harlem Line. In 2000 werd het spoor tot Wassaic heropend. In 2020 werd de Hudson Line, de Harlem Line en Grand Central Terminal gekocht door MTA.

## Galerij

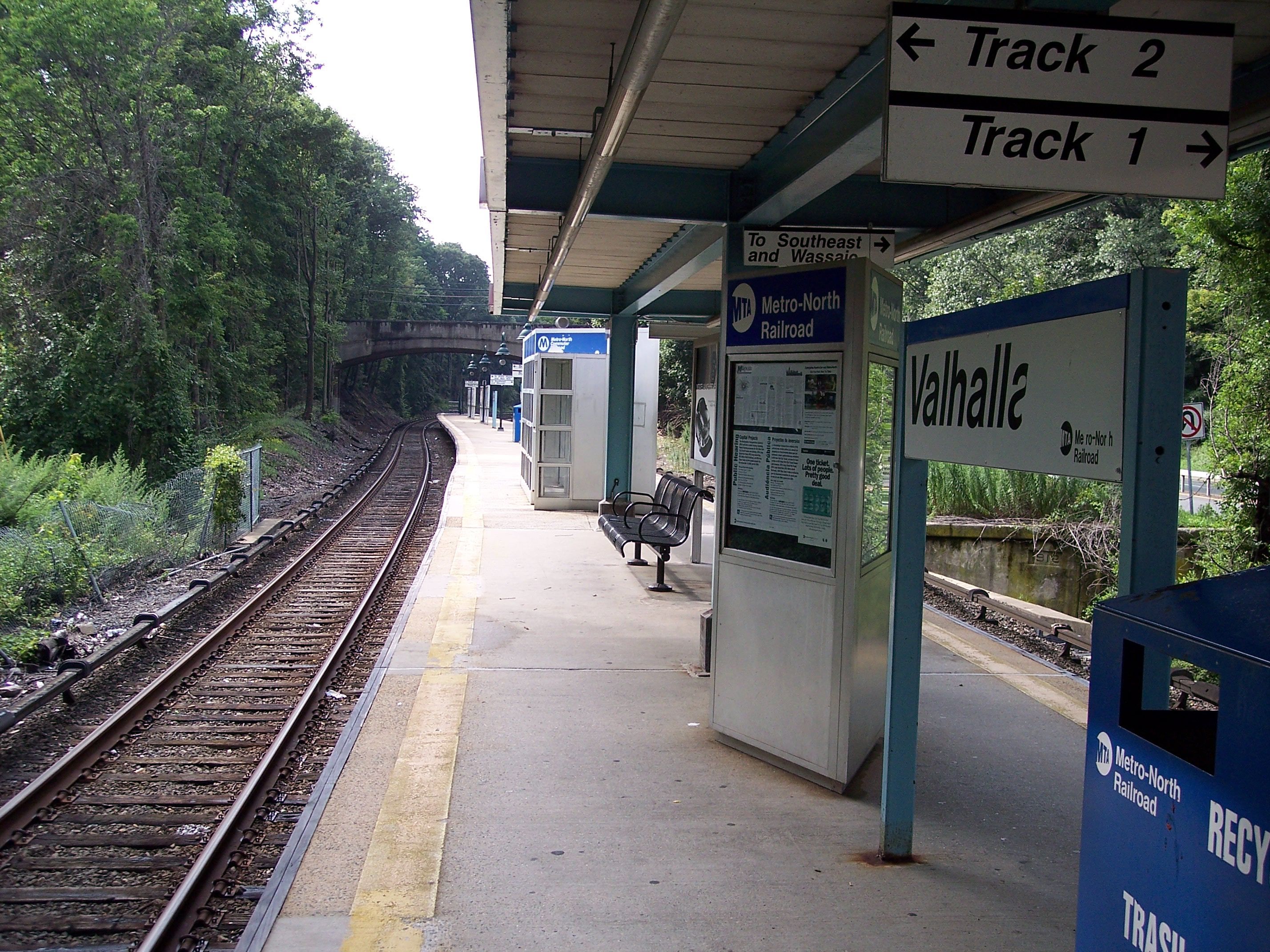
Station Valhalla
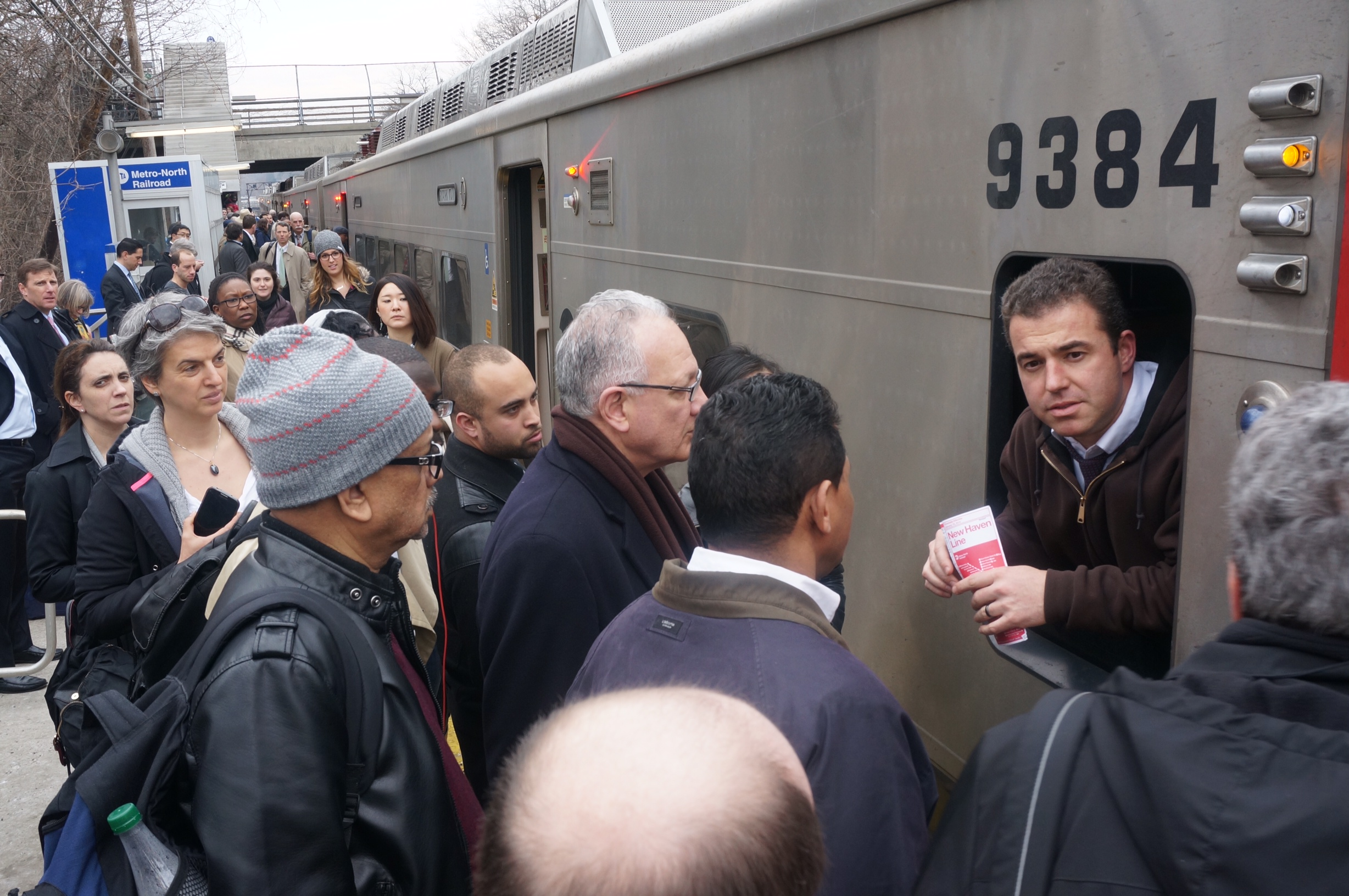
Station Woodlawn tijdens een spoorstremming bij Grand Central
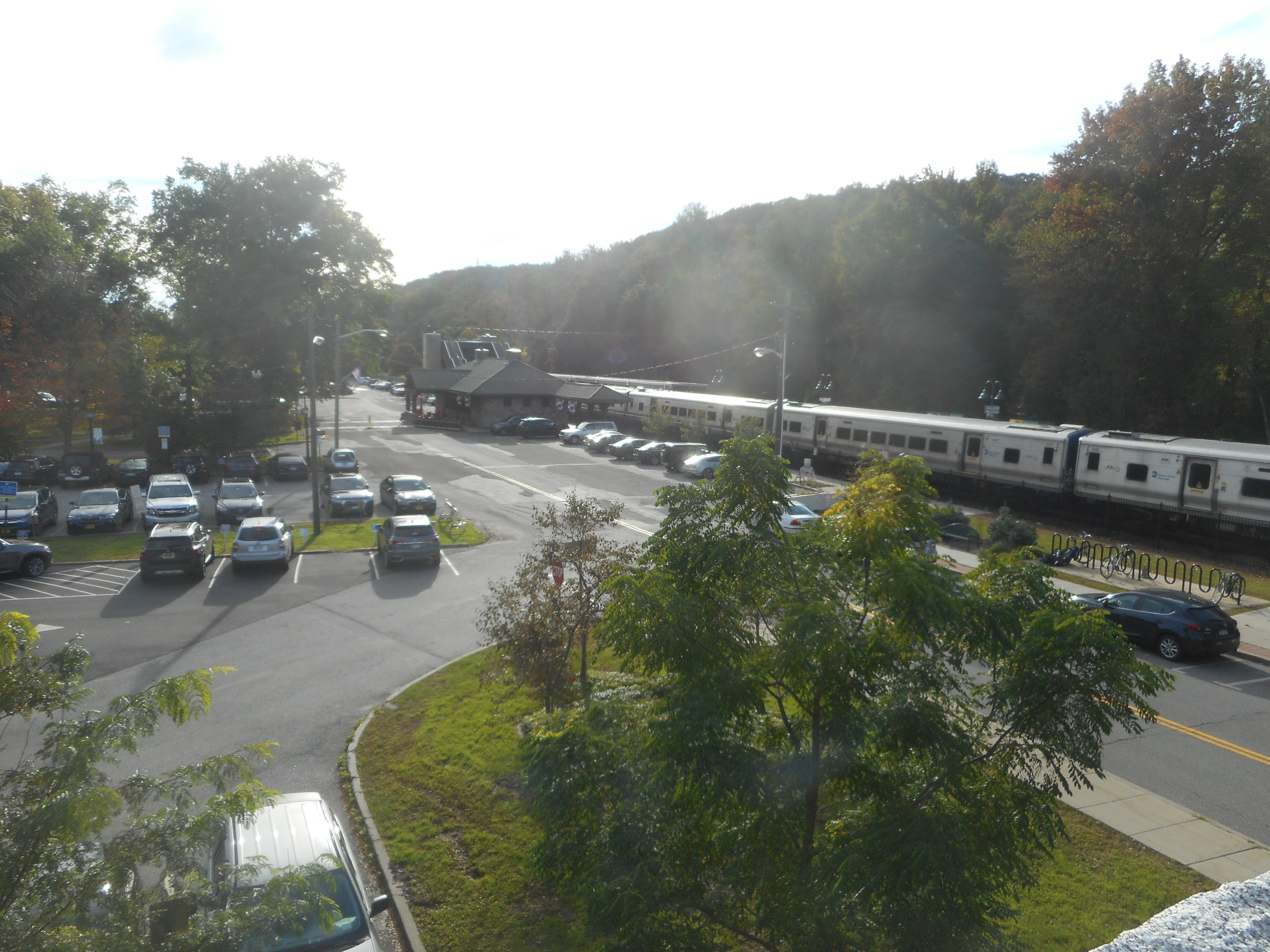
Station Chappaqua
Hoofdlijnen van de stad New York (De Harlem Line is blauw)